# ديفيد غريفيث
ديفيد وارك غريفيث (بالإنجليزية: David Wark Griffith) (1875م - 1948م) مخرج سينمائي أمريكي. يعتبر رائدًا من رواد السينما الحديثة. ويعد من أبرز المخرجين في تاريخ السينما. ساهم في تطوير مجالات الإخراج والتصوير السينمائي والمونتاج. بدأ في مجال السينما عام 1908، وقدم مجموعة كبيرة من الأفلام القصيرة التي تتراوح مدتها من 15 إلى 18 دقيقة. بلغ مجموع الأفلام القصيرة التي قدمها حتى عام 1913 حوالي 450 فيلما قصيرا. كان أول من استخدم أسلوب التقريب وأسلوب الاسترجاع الفني والتشويق وتحريك الكاميرا. وهو صاحب فكرة اللقطات المتقاطعة أو المونتاج المتوازي. أسس عام 1919 مع شارلي شابلن وآخرين استوديو مجموعة الفنانون. وهو أحد مؤسسي أكاديمية فنون وعلوم الصور المتحركة.
أشهر أفلامه الفيلم الصامت مولد أمة عام 1915. حيث استخدم في تصوير الفيلم تقنيات متقدمة وأسلوبا روائيا جديدا. وقد ساهمت شعبية الفيلم في تقدم ثم سيطرة مجال الأفلام الطويلة في الولايات المتحدة. عام 1916 قدم فيلمه الملحمي المعروف ذو الإنتاج الضخم التعصب، الذي يعتبر من أهم الأفلام عموما.

## أفلام مختارة
- ولادة أمة، 1915م.
- التعصب، 1916م.
- زهور مكسورة، 1919م. فيلم درامي يحكي قصة فتاة يعتدي عليها والدها المقامر السكير وقصة حبها مع رجل صيني لطيف. مقتبس عن قصة قصيرة إنجليزية.
- أقصى الشرق، 1920م. فيلم رومانسي مقتبس عن مسرحية فرنسية بنفس الاسم من القرن التاسع عشر.
- أيتام العاصفة، 1921م. فيلم درامي تجري أحداثه في القرن الثامن عشر أيام الثورة الفرنسية. آخر أفلام غريفيث الناجحة تجاريا.
- أمريكا 1924م. فيلم رومانسي تجري أحداثه أثناء حرب الاستقلال الأمريكية.

## روابط خارجية
- ديفيد غريفيث على موقع IMDb (الإنجليزية)
- ديفيد غريفيث على موقع الموسوعة البريطانية (الإنجليزية)
- ديفيد غريفيث على موقع روتن توميتوز (الإنجليزية)
- ديفيد غريفيث على موقع قاعدة بيانات الأفلام العربية
- ديفيد غريفيث على موقع ألو سيني (الفرنسية)
- ديفيد غريفيث على موقع أول موفي (الإنجليزية)
- ديفيد غريفيث على موقع قاعدة بيانات الأفلام السويدية (السويدية)
- ديفيد غريفيث على موقع إن إن دي بي (الإنجليزية)
- ديفيد غريفيث على موقع قاعدة بيانات الفيلم (الإنجليزية)
- ديفيد غريفيث على موقع كينوبويسك (الروسية)